# Anupap Thiraratsakul
Anupap Thiraratsakul (Thai: อนุภาพ ธีระรัตน์สกุล; * 4. Oktober 1979), auch Anupap Theeraratsakul transkribiert, ist ein thailändischer Badmintonspieler. 

## Karriere
Anupap Thiraratsakul gewann 1998 und 2002 die thailändische Meisterschaft im Herreneinzel. 1998 und 2000 war er beim Smiling Fish erfolgreich. 1999 und 2001 nahm er an den Badminton-Weltmeisterschaften teil und wurde jeweils 33. im Einzel.

## Sportliche Erfolge
| Saison | Veranstaltung               | Disziplin    | Platz | Name                 |
| ------ | --------------------------- | ------------ | ----- | -------------------- |
| 1997   | Südostasienspiele           | Herrenteam   | 3     | Thailand             |
| 1998   | Smiling Fish                | Herreneinzel | 1     | Anupap Thiraratsakul |
| 1998   | Asienspiele                 | Herreneinzel | 9     | Anupap Thiraratsakul |
| 1998   | Thailändische Meisterschaft | Herreneinzel | 1     | Anupap Thiraratsakul |
| 1999   | Weltmeisterschaft           | Herreneinzel | 33    | Anupap Thiraratsakul |
| 1999   | Südostasienspiele           | Herrenteam   | 3     | Thailand             |
| 2000   | Smiling Fish                | Herreneinzel | 1     | Anupap Thiraratsakul |
| 2001   | Weltmeisterschaft           | Herreneinzel | 33    | Anupap Thiraratsakul |
| 2001   | Thailand Open               | Herreneinzel | 5     | Anupap Thiraratsakul |
| 2002   | Thailändische Meisterschaft | Herreneinzel | 1     | Anupap Thiraratsakul |
| 2003   | Thailand Open               | Herreneinzel | 5     | Anupap Thiraratsakul |